# Liste der Bodendenkmale in Iden (Altmark)
In der Liste der Bodendenkmale in Iden (Altmark) sind alle Bodendenkmale der Stadt Iden und ihrer Ortsteile aufgelistet. Grundlage ist die Veröffentlichung der Landesdenkmalliste mit Stand vom 25. Februar 2016. Die Baudenkmale sind in der Liste der Kulturdenkmale in Iden (Altmark) aufgeführt.
| Denkmal-ID | Fundart            | Ortsteil | Bezeichnung                                        | Zeitstellung | Lage                                                                                               | Bemerkungen | Bild |
| ---------- | ------------------ | -------- | -------------------------------------------------- | ------------ | -------------------------------------------------------------------------------------------------- | --- | ---- |
| 428310128  | Befestigung > Burg | Busch    | Wasserburg, überbaut                               | Mittelalter  | im Ort, sog., „Gut“ mit Graben (Lage)                                                              | In gutem Zustand (Privatgelände). Unter dem jetzigen Gutshaus befinden sich ältere Kellergewölbe, vermutl. aus Klosterformat-Ziegeln. Der Wassergraben ist fast komplett verlandet |      |
| 428310127  | Befestigung > Burg | Iden     | Wasserburg („Burggarten“/„Holländerhof“/„Hohehof“) | Mittelalter  | nordwestl. Im Ort, zwischen Seegraben und Gutsstelle, „Burggarten“/„Holländerhof“/„Hohehof“ (Lage) | Seit 10. Juni 1989 unter Schutz! Früher waren wohl noch Gräben vorhanden. Geschleifte Niederungsburg, auf einer eingezäunten Wiese, als Schafweide genutzt.                        |      |